# Tlaltenango de Sánchez Román
Tlaltenango de Sánchez Román là một đô thị thuộc bang Zacatecas, México. Năm 2005, dân số của đô thị này là 21636 người.